# 碘酸盐

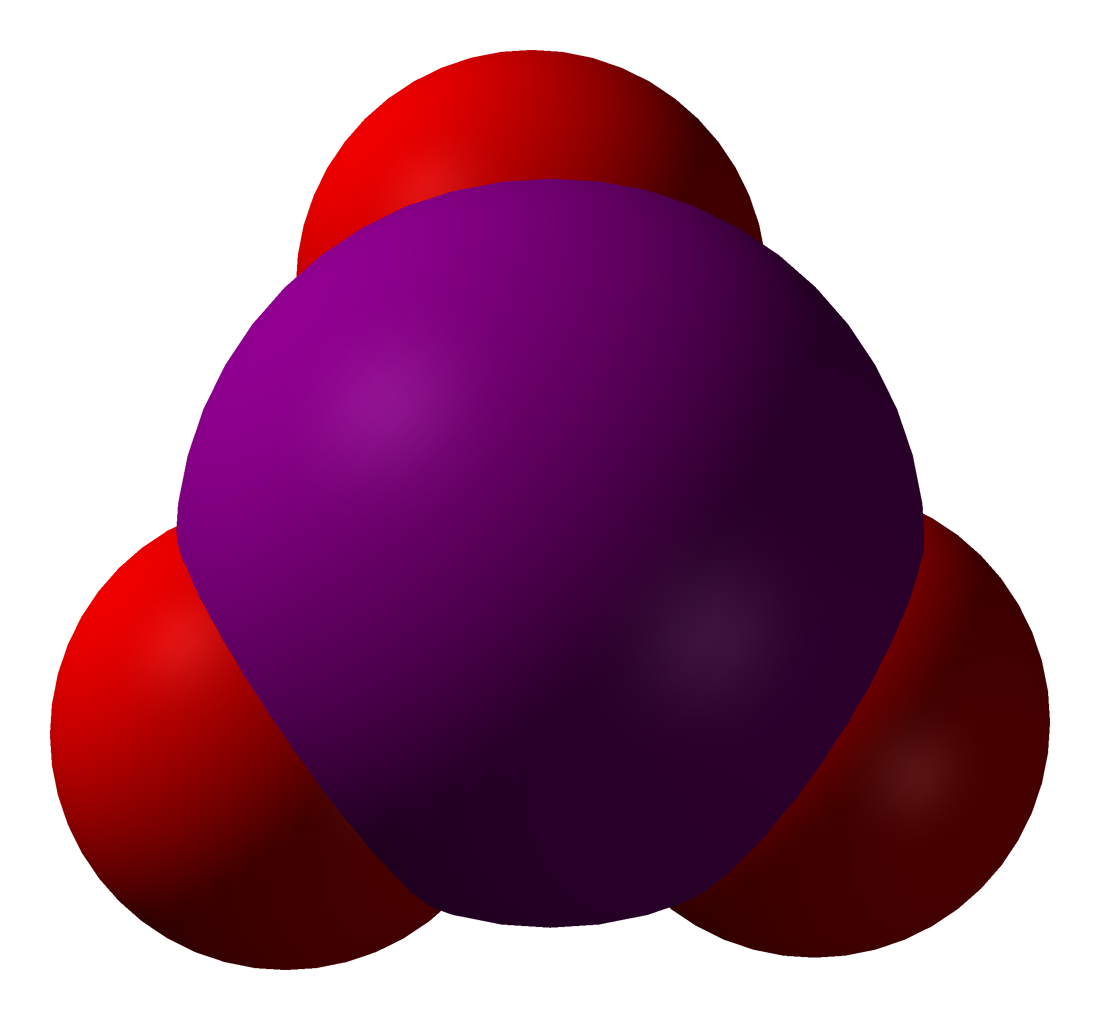
碘酸根离子（IO_{3}^{−}）的空间填充模型。

碘酸盐是碘酸所成的盐类，含有三角锥型的碘酸根离子—IO3−，其中碘的化合价为+5。它是碘在自然界中最常见的形式，也存在于大部分含碘矿物中。 碘酸盐通常是无色的。

## 制备
碘酸盐可由用硫醚还原高碘酸盐制得，副产物为亚砜。
MIO4+RSR’->MIO3+RSOR’ (M=阳离子)

## 结构
碘酸根是三角锥型的。其中的 O-I-O 键角介于 105-97°之间，比氯酸根的 O-Cl-O键角小。

## 反应
在酸性条件下，碘酸盐会形成碘酸。 碘酸氢钾 (KH(IO3)2) 就是一种碘酸的复盐。 碘酸盐被用于碘钟反应。
它和可燃物的混合物容易爆炸。

### 氧化还原反应
碘酸盐会被亚硫酸盐还原：
6 HSO3-  +  2 IO3-  →  2 NaI  + 6 HSO4-
碘酸盐氧化碘化物：
5 I-  +  IO3- + 3 H2SO4 →  3 I2  + 3 H2O  +  3 SO42-
类似的，氯酸盐氧化碘化物：
I-  +  ClO3-  →  Cl-  +  IO3-

### 酸碱反应
碘酸根离子不寻常的和碘酸分子结合，形成强大的氢键：
IO3-  +  HIO3  →  H[IO3]2-
H[IO3]2-离子被称为碘酸氢根。

## 例子
碘酸盐的例子有：
- 碘酸钠—NaIO3
- 碘酸钾—KIO3
- 碘酸银—AgIO3
- 碘酸钙—Ca(IO3)2
- 碘酸氢钾—KH(IO3)2，碘酸钾和碘酸的复盐

同为卤素的氯和溴也可形成氧化态为V的酸盐，称为氯酸盐和溴酸盐，与碘酸盐的性质类似。碘酸盐有时可用于食盐加碘。
碘酸钾，类似碘化钾，在一些国家已被发布为预防放射性碘被吸收的方法。 

## 溶解性
碱金属的碘酸盐可溶于水，碘酸盐的溶解性相对相应的氯酸盐和溴酸盐较差，铜、铝、钴、镍、锰、锌、锶、钙的碘酸盐溶解度较低，银、钡、铅、汞、锡、铋、镉、铁和铬的碘酸盐溶解度很低，且它们在乙醇中难溶；碘酸银可溶于氨水。

## 天然存在
含有碘酸根阴离子的矿物非常罕见。它们几乎完全是从智利的矿床中得知的。 该矿床是硝酸盐矿物的主要来源，但那里也有含碘酸盐矿物和铬酸盐矿物。 最主要的碘酸盐矿物包括 lautarite 和 brüggenite不过含铜的碘酸盐矿物（如： salesite）是已知的。这些矿物中的碘是五价的，也就是以 IO−
3 离子的形式存在。